# Zalduondo
Pour les articles homonymes, voir Zalduendo (homonymie).
Zalduondo en basque ou Zalduendo de Álava en espagnol est une commune d'Alava, dans la communauté autonome du Pays basque en Espagne.

## Galerie

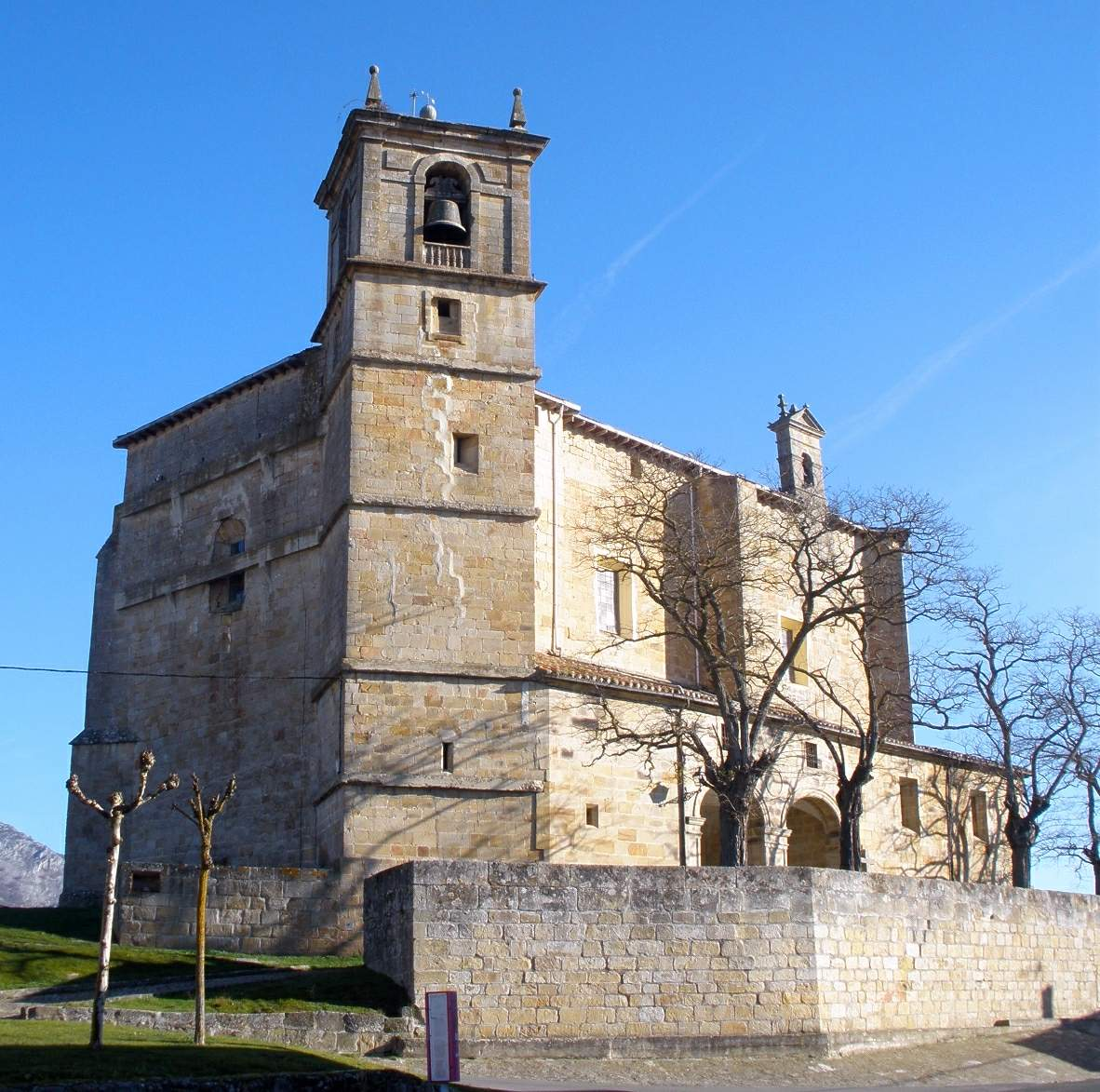
Église paroissiale San Saturnino de Tolosa.
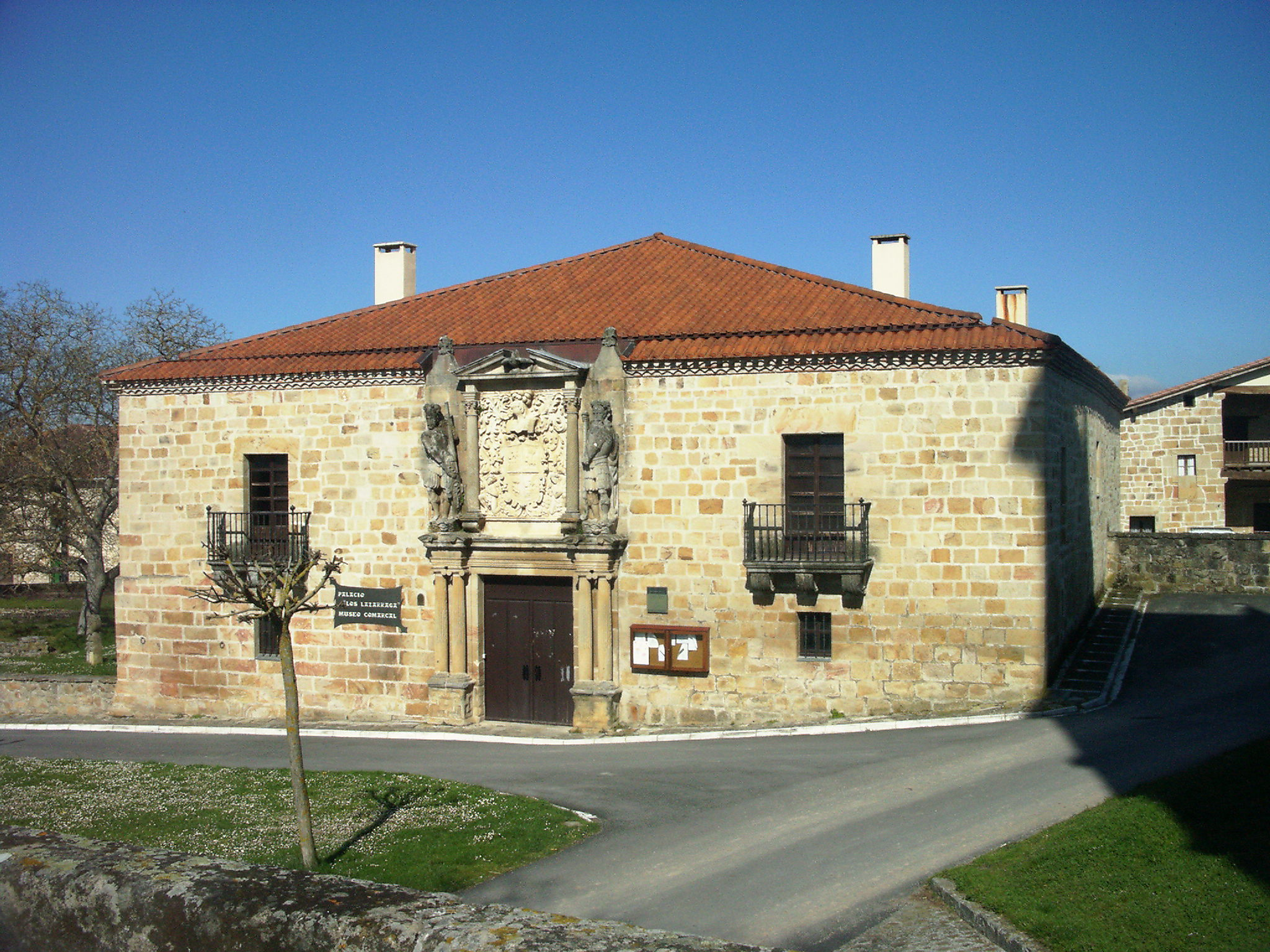
Palacio Lazarraga. Musée ethnologique comarqual.
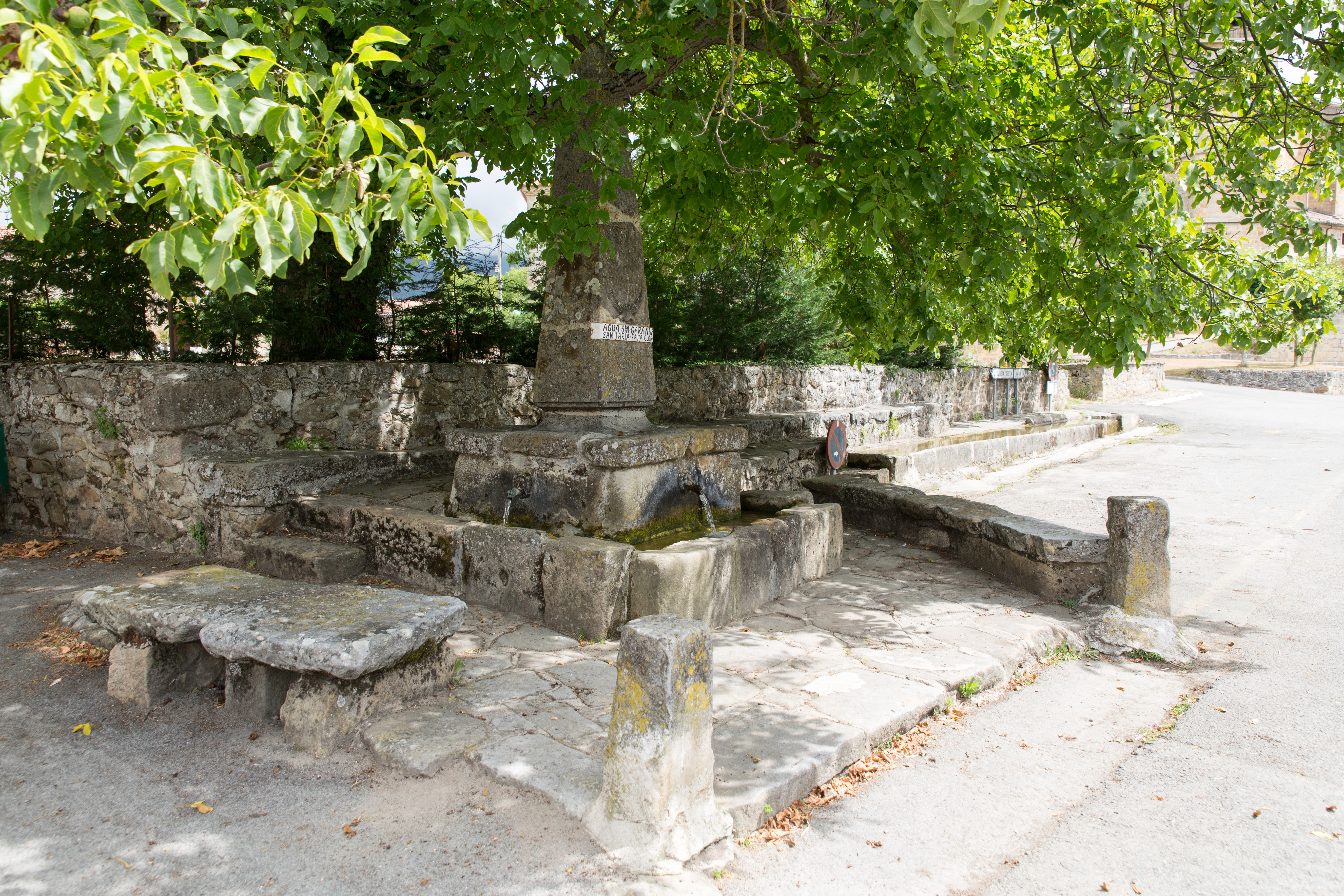
Fontaine
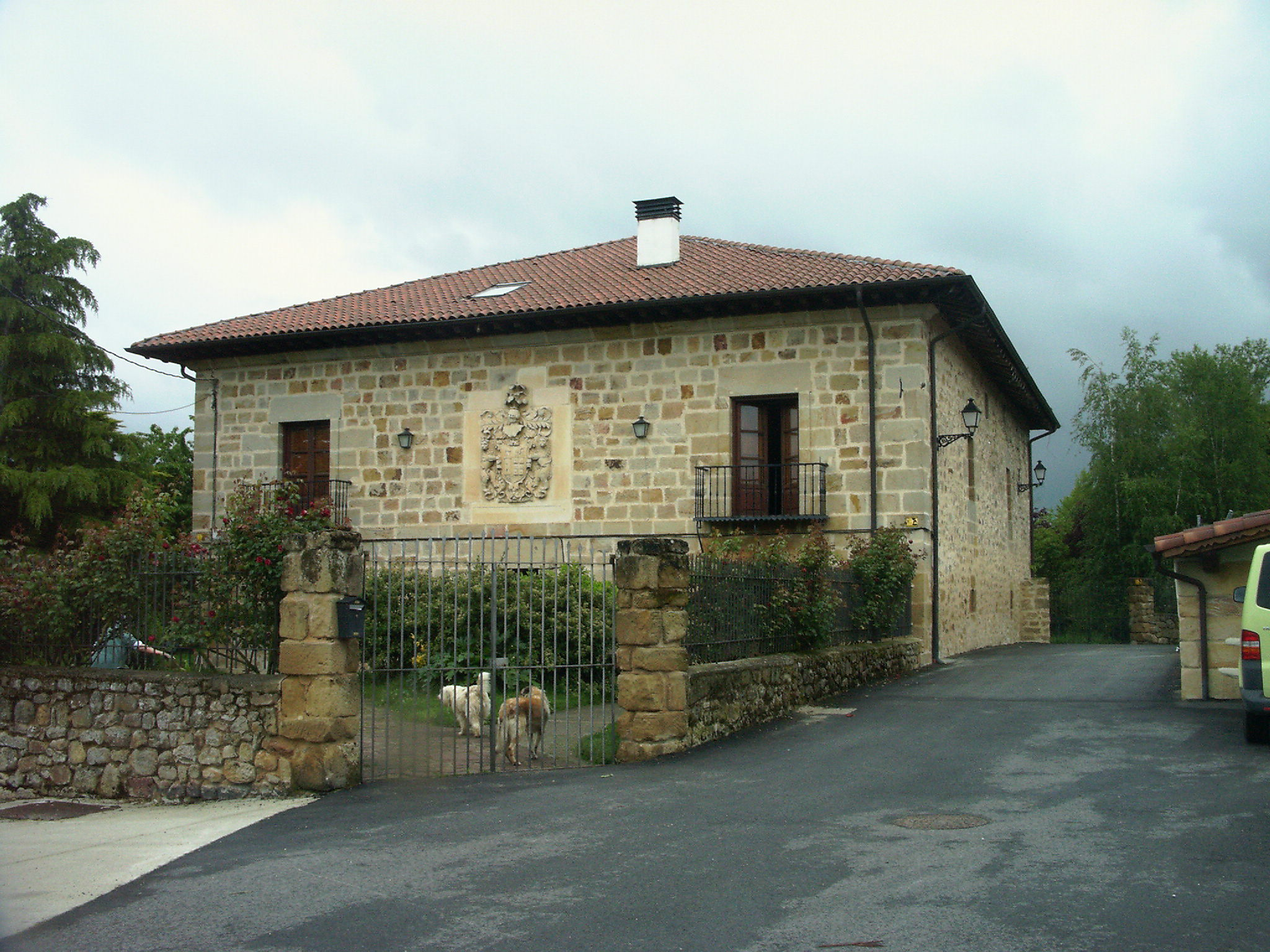
Façade principale du Palacio de Andoin-Luzuriaga, résidence de l'écrivain Bernardo Atxaga.
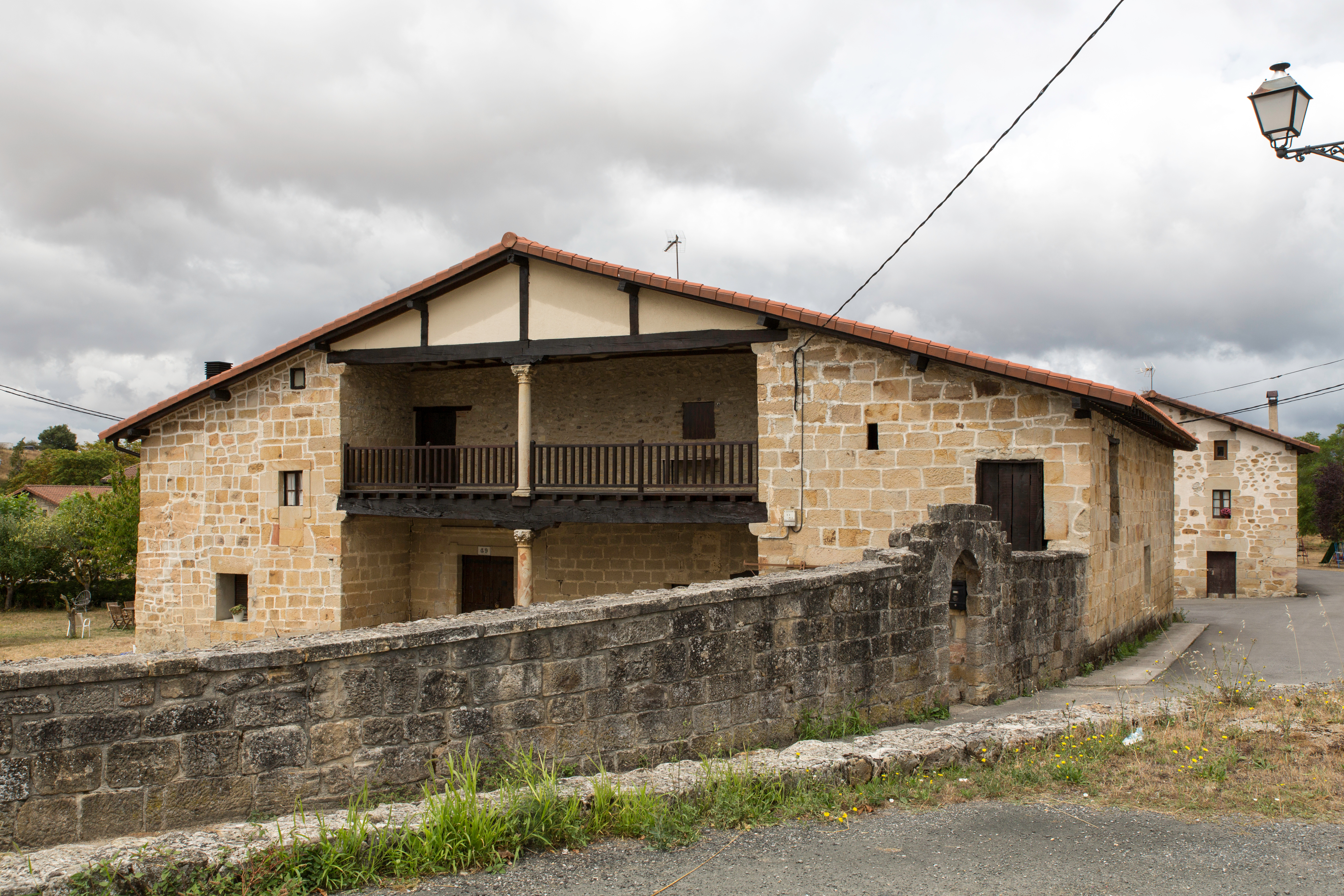
Maison rurale